# Гончарук, Олег Николаевич
Оле́г Никола́евич Гончару́к (укр. Олег Миколайович Гончарук; 20 апреля 1983) — украинский военнослужащий, полковник, участник российско-украинской войны. Герой Украины (2022).   

## Биография
С 19 ноября 2019 года по 11 сентября 2022 года он командовал 128-й отдельной горно-штурмовой Закарпатской бригадой. Под его руководством бригада принимала участие в ООС на Донбассе, в частности в боях за Станицу Луганскую. В первые месяцы полномасштабного вторжения России в Украину, бригада под его командованием обороняла восточные и юго-восточные направления, включая Николаевскую область. С конца лета 2022 года 128-я бригада участвовала в освобождении Херсонской области.

## Награды
- Звание «Герой Украины» с удостоением ордена «Золотая Звезда» (14 октября 2022) — за личное мужество и героизм, проявленные в защите государственного суверенитета и территориальной целостности Украины, верность военной присяге<[2].
- Орден Богдана Хмельницкого I степени (6 июня 2022) — за личное мужество и высокий профессионализм, проявленные в защите государственного суверенитета и территориальной целостности Украины, верность военной присяге[3].
- Орден Богдана Хмельницкого II степени (22 марта 2022) — за личное мужество и высокий профессионализм, проявленные в защите государственного суверенитета и территориальной целостности Украины, верность военной присяге[4].
- Орден Богдана Хмельницкого III степени (12 октября 2021) — за личное мужество и высокий профессионализм, проявленные в защите государственного суверенитета и территориальной целостности Украины, верность военной присяге[5].
- Орден «За мужество» III степени (23 августа 2018, посмертно) — за личное мужество и самоотверженные действия, проявленные в защите государственного суверенитета и территориальной целостности Украины, верность военной присяге[6].